# Dálmata Collection
Dálmata Collection es el nombre del primer álbum recopilatorio del cantante de reguetón Dálmata. Fue publicado el 11 de noviembre de 2014 bajo el sello FM Music Corp. Cuenta con el sencillo «Dulce carita» con los cantantes Zion & Lennox y con la participación del cantante como productor musical del disco junto al productor Elektrik.
Como sencillo promocional del álbum se lanzó la canción «Deseo animal 2.0», el cual según palabras del artista, simplemente fue una nueva versión o una remezcla de la primera versión, pero esta vez con elementos característicos del estilo del cantante.

## Lista de canciones
- Adaptados desde TIDAL.[5]

| N.º   | Título                             | Duración |  |
| 1.    | «Intro»                            | 1:30     |  |
| 2.    | «Caliente Just Like»               | 3:16     |  |
| 3.    | «Wait»                             | 3:16     |  |
| 4.    | «Deseo animal»                     | 4:07     |  |
| 5.    | «Alcohólica nos matamos»           | 3:13     |  |
| 6.    | «Dulce carita» (con Zion & Lennox) | 3:51     |  |
| 7.    | «La flaca V.I.P»                   | 3:02     |  |
| 8.    | «Romantic (Mix)»                   | 2:58     |  |
| 9.    | «See You en la playa»              | 3:56     |  |
| 10.   | «Sin pelea»                        | 2:55     |  |
| 11.   | «Perreo (Mix)»                     | 2:37     |  |
| 12.   | «Bonita no llores»                 | 4:40     |  |
| 39:21 |                                    |          |  |